# 國道50號 (日本)

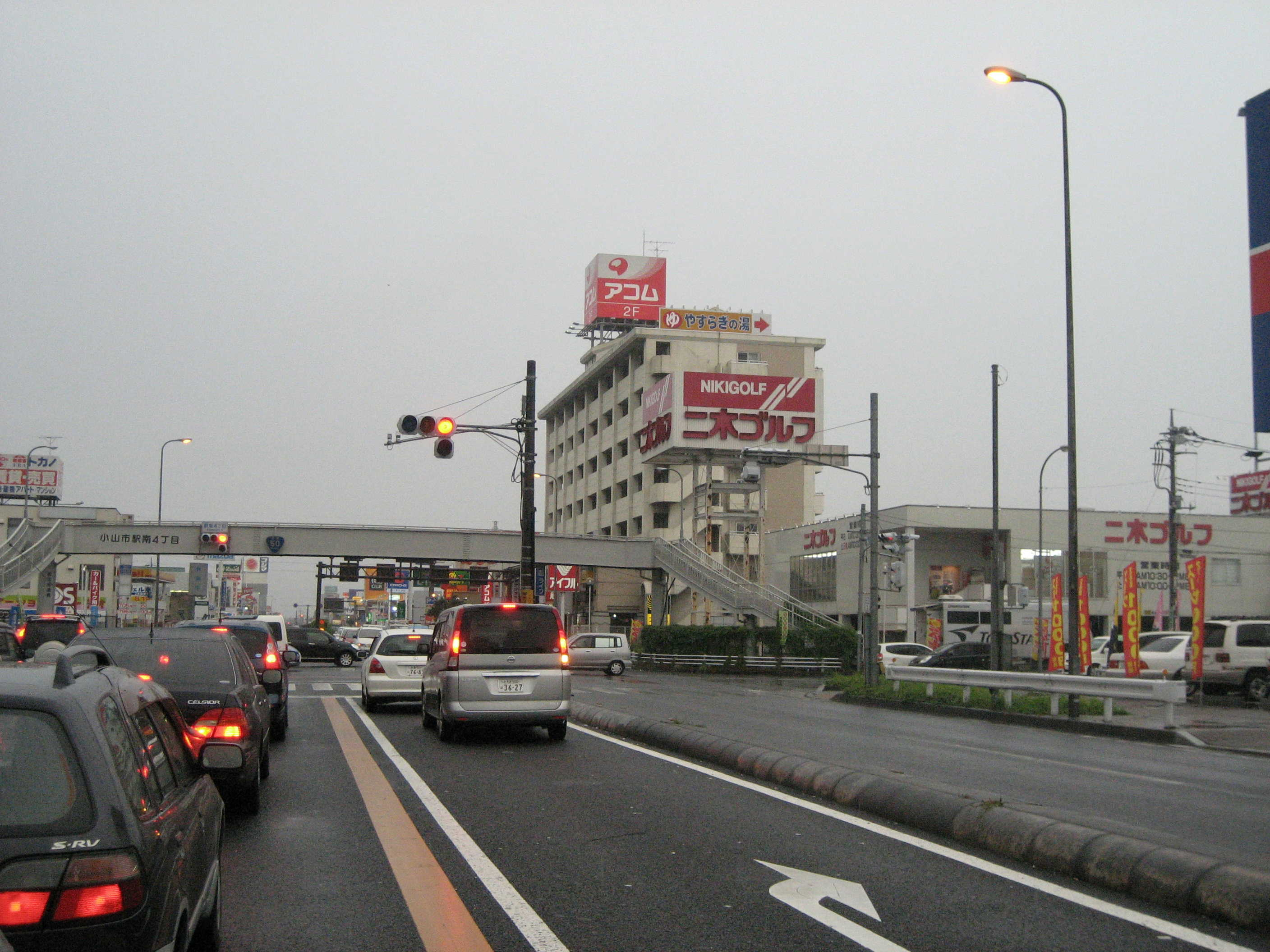
栃木縣小山市站南4丁目交差點

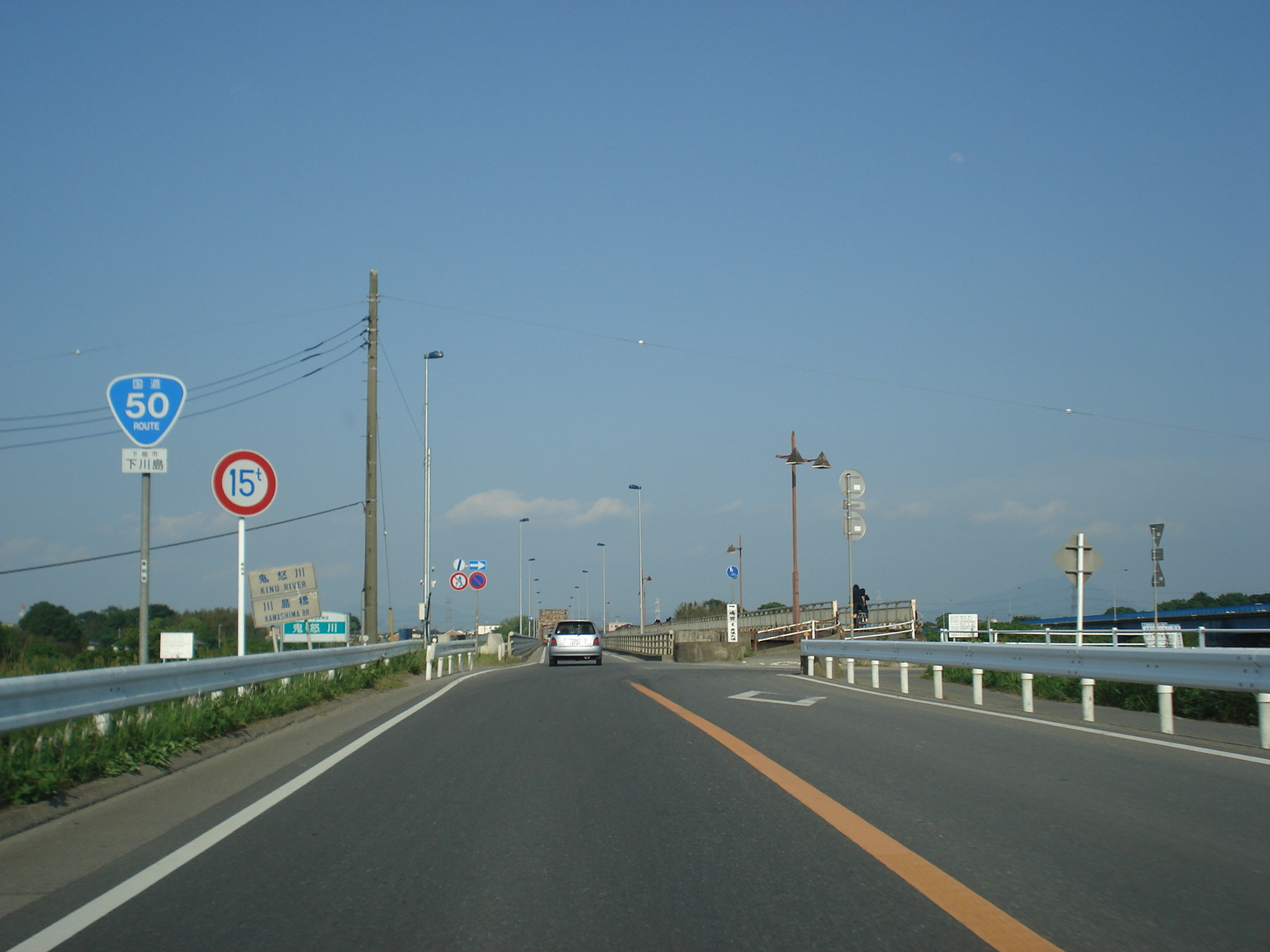
茨城縣筑西市下川島（川島橋西詰）

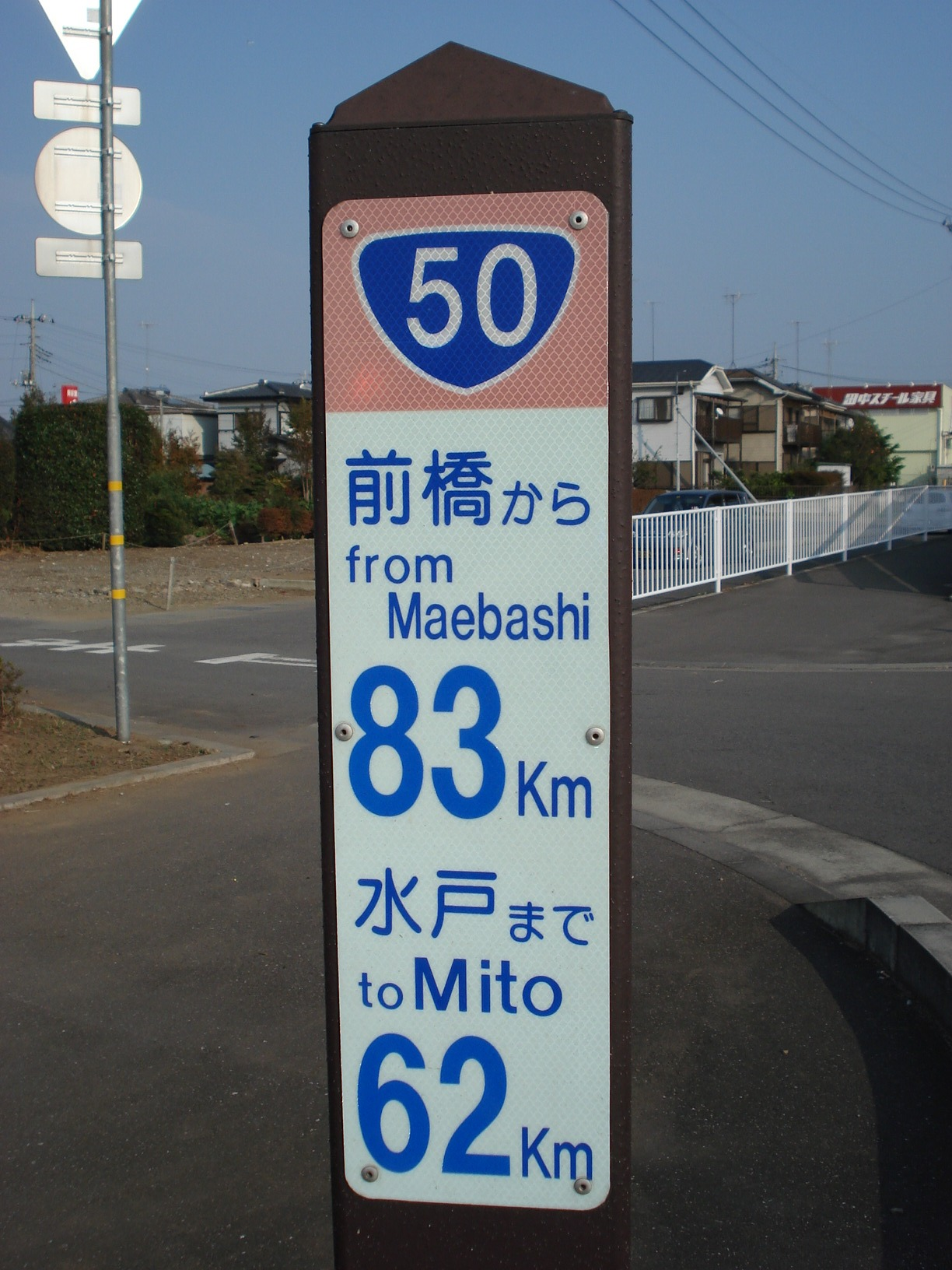
距離標（茨城縣結城市結城）

國道50號是日本群馬縣前橋市至茨城縣水戶市的一般國道。

## 概要
道路與北關東自動車道並行。是連貫北關東3縣的大動脈、常常有一定的交通量。

## 歷史
- 1953年（昭和28年）5月18日 二級國道122號前橋水戶線（群馬縣前橋市 - 茨城縣水戶市）
- 1963年（昭和38年）4月1日 一級國道50號（群馬縣前橋市 - 茨城縣水戶市） -- 由122號昇格。新・國道122號為栃木縣日光市 - 東京都豐島區區間。
- 1965年（昭和40年）4月1日 成為一般國道50號（群馬縣前橋市 - 茨城縣水戶市）。

## 重複區間
- 國道122號：群馬縣桐生市・廣澤町四丁目交差點 - 群馬縣太田市・只上交差點

## 通過市町村
- 群馬縣
  - 前橋市 - 伊勢崎市 - 綠市 - 桐生市 - 太田市
- 栃木縣
  - 足利市 - 佐野市 - 栃木市 - 小山市
- 茨城縣
  - 結城市 - 筑西市 - 櫻川市 - 笠間市 - 水戶市

## 連接路線
- 群馬縣
  - 國道17號（前橋市起點）
  - 國道17號上武道路（前橋市今井町）
  - 國道122號（桐生市・廣澤町四丁目交差點 - 太田市・只上交差點）
- 栃木縣
  - 國道407號（足利市・南大町交差點）
  - 國道293號（足利市・公設市場前交差點）
  - 佐野藤岡IC - 東北自動車道（佐野市）
  - 國道4號（小山市・神鳥谷交差點）
- 茨城縣
  - 國道4號（新4號國道）（結城市・小田林西交差點）
  - 國道6號（水戶市・酒門町交差點）
  - 國道294號（國道408號）（筑西市・西谷貝交差點）
  - 櫻川筑西IC - 北關東自動車道（櫻川市）
  - 國道355號（笠間市・寺崎交差點）
  - 水戶IC - 常磐自動車道、水戶南IC - 北關東自動車道（水戶市）
  - 國道51號・國道118號（水戶市終點）（※國道51號重複＝國道245號、國道118號重複＝國道123號・國道349號・國道400號）

## 繞道
- 前橋笠懸道路（群馬縣）
- 桐生繞道（群馬縣）
- 足利繞道（栃木縣）
- 佐野繞道（栃木縣）
- 岩舟小山繞道（栃木縣）
- 小山 - 結城擴幅（栃木縣 - 茨城縣）
- 結城繞道（茨城縣）
- 國道50號一次改築（茨城縣）
- 下館繞道（茨城縣）
- 岩瀬繞道（茨城縣）
- 笠間繞道（茨城縣）
- 内原繞道（茨城縣）
- 水戶繞道（茨城縣）

## 別名
- 黄門通（茨城縣水戶市内）

## 關連項目
- 關東地方道路一覽
- 北關東自動車道

## 外部連結
- 關東地方整備局 （页面存档备份，存于）
  - 高崎河川國道事務所（页面存档备份，存于）
  - 宇都宮國道事務所 （页面存档备份，存于）
  - 常陸河川國道事務所 （页面存档备份，存于）
- 道路時刻表